# Rajna Kniaginia
Rajna Popgeorgiewa Futekowa (bułg. Райна Попгеоргиева Футекова), bardziej znana jako Rajna Kniaginia (Kniaziówna; bułg. Райна Княгиня) (ur. 6 stycznia?/18 stycznia 1856, zm. 29 lipca 1917) – bułgarska nauczycielka, rewolucjonistka i położna, uznawana za bohaterkę narodową.

## Młodość

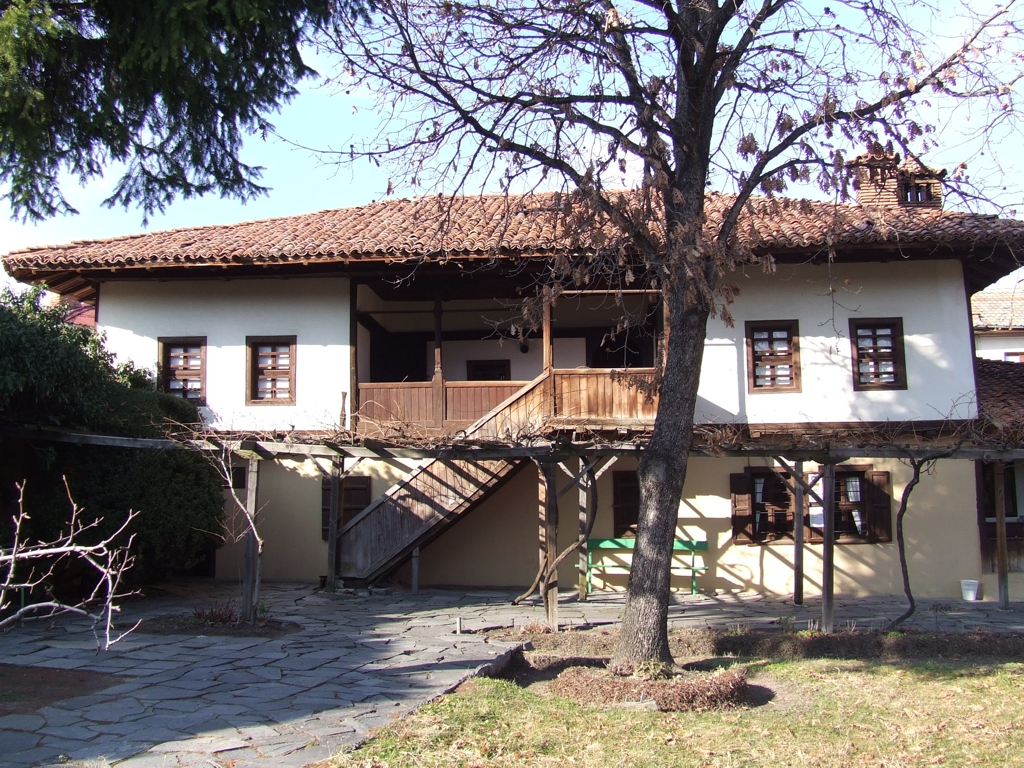
Dom rodzinny Rajny Kniagini

Rajna urodziła się w miasteczku Panagjuriszte jako córka miejscowego popa. Szybko zorientowano się, że jest niezwykle utalentowana. Gdy miała dwanaście lat, miejscowe towarzystwo literackie udzieliło jej pożyczki na opłacenie edukacji licealnej w Starej Zagorze. Ukończyła pięcioletnią szkołę w ciągu czterech lat, zdobywając liczne nagrody i wyróżnienia. Następnie powróciła do rodzinnego miasta, aby pracować jako nauczycielka. W wieku osiemnastu lat została dyrektorką dużej szkoły w Panagjuriszte. Dzięki tej pozycji była jedną z osób cieszących się największym poważaniem w lokalnej społeczności. Połowę pensji przeznaczała na spłatę długu studenckiego.

## Powstanie

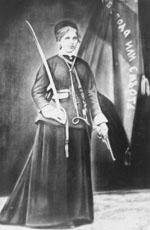
Zachowana fotografia Rajny z szablą i rewolwerem na tle sztandaru

Bułgaria od wielu wieków znajdowała się pod panowaniem Imperium Osmańskiego. W roku 1876 nadmierne obciążenia podatkowe nakładane przez Turków oraz prześladowania bułgarskich patriotów doprowadziły do wybuchu powstania kwietniowego. Wskutek prężnych działań Georgiego Benkowskiego Panagjuriszte stało się głównym ośrodkiem ruchu powstańczego. Przynajmniej jedno ze spotkań konspiracyjnych odbyło się w miejskiej szkole.
Ponieważ Rajna była znana także ze swoich wybitnych umiejętności w dziedzinie prac ręcznych, bojownicy poprosili ją o uszycie sztandaru, na co zgodziła się po długich naleganiach. Przygotowane przez nią płótno z aksamitnego jedwabiu, w barwie czerwonej i zielonej, o wymiarach 2×1,5 metra, przedstawiało bułgarskiego lwa rozpruwającego pazurem półksiężyc. Znajdował się na nim także napis „Свобода или смърт” („Wolność albo śmierć”). Niektórzy spośród powstańców przypisywali mu właściwości magiczne, wierząc, że z jego pomocą możliwe jest każde zwycięstwo.
Dla podniesienia morale Georgi Benkowski polecił Rajnie objeżdżać miasto konno ze sztandarem, szablą i rewolwerem. Obwieszczała, że pięćsetletnie tureckie jarzmo zostało zrzucone na zawsze. Tłum wznosił okrzyki aprobaty i pił na umór.
Powstańcy byli nieliczni i słabo uzbrojeni w porównaniu z armią osmańską, a ich strategia dowódcza poniżej wszelkiej krytyki. 30 kwietnia (według kalendarza juliańskiego), w jedenastym dniu insurekcji, Turcy podeszli pod Panagjuriszte. Obrońcy dysponowali źle zaplanowanymi, pospiesznie sypanymi fortyfikacjami i pojedynczą drewnianą armatą, która zresztą rozpadła się przy trzecim wystrzale. Po kilkugodzinnym przygotowaniu artyleryjskim, pomimo rozpaczliwej obrony, najeźdźcy zdobyli miasto nocnym szturmem, ze znacznymi stratami z obydwu stron.
Ojciec Rajny zginął w walce, a ona sama została schwytana. Georgi Benkowski z niedobitkami zdołał wycofać się w ostępy Starej Płaniny, gdzie wkrótce zostali wybici niemal do nogi. Upadek głównego ośrodka powstańczego oznaczał praktycznie kres zorganizowanego oporu.

## Po powstaniu

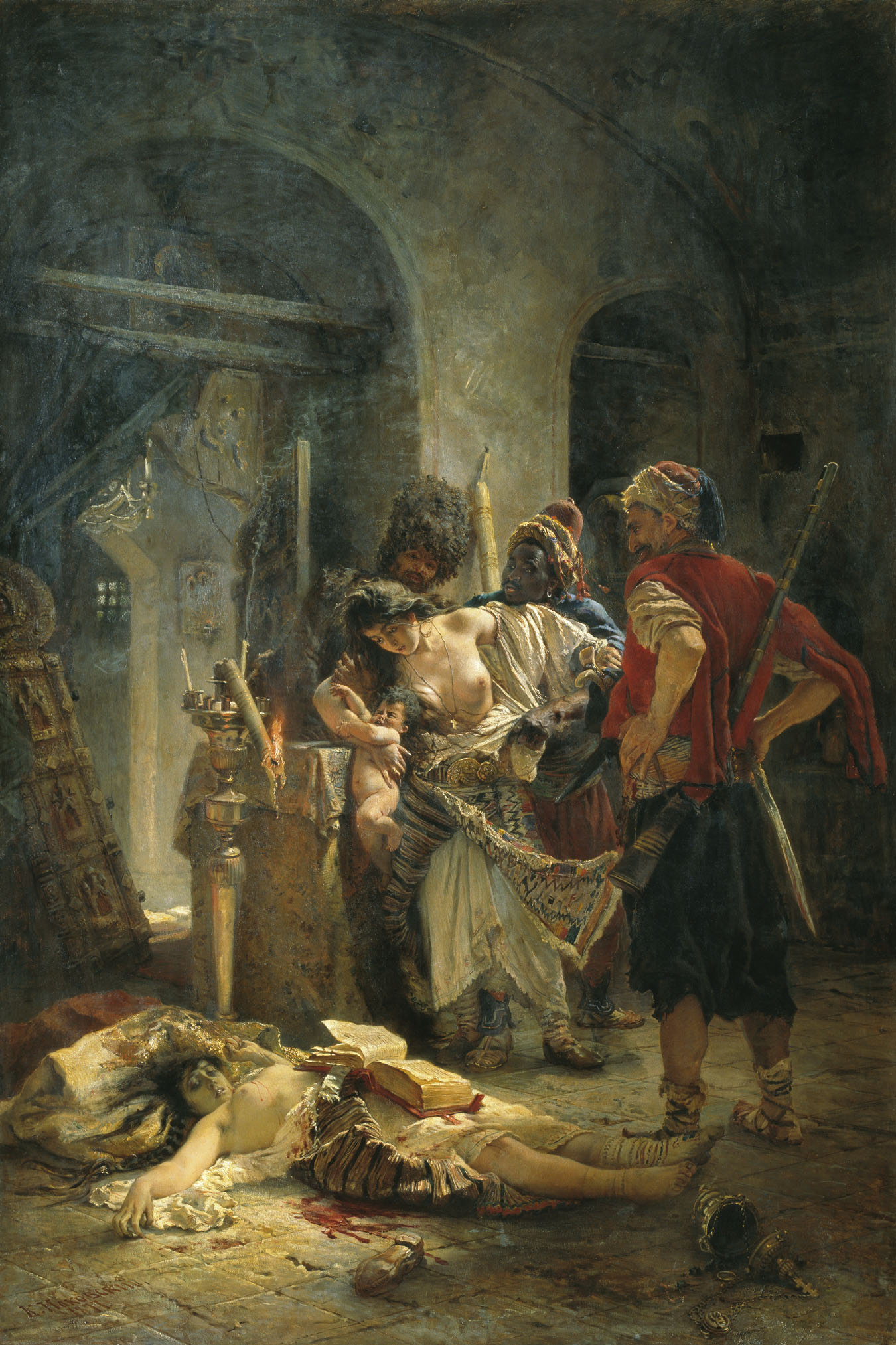
Obraz Konstantina Makowskiego, częściowo inspirowany losami Rajny

Po stłumieniu powstania Rajna Kniaginia została przewieziona przez zwycięzców do Płowdiwu. W więzieniu była torturowana, gwałcona i głodzona; Turcy prawdopodobnie wierzyli, że była jedną z głównych przywódczyń powstania i mogłaby wskazać miejsca ukrycia wielu ocalałych konspiratorów. Osadzeni w osmańskich więzieniach z reguły byli pozbawieni dostępu do światła dziennego i spędzali większość czasu w kajdanach. Amerykański dziennikarz Januarius MacGahan miał sposobność odwiedzić Rajnę w celi i pozostawił następujący opis:
„Lekka, pełna gracji sylwetka, tyle że zbyt wyraźnie widoczna poprzez skąpe, nędzne ubranie, duże orzechowe oczy, owalna twarz, nieco zbrązowiała, prosty nos i usta, prawdziwy niewielki klejnot. Była chuda i słaba, i z ledwością utrzymywała się na nogach, a na młodziutkiej dziewczęcej twarzy gościł beznadziejny, złamany wyraz, na który aż przykro było patrzeć. Oprócz chusty przerzuconej przez głowę, miała na sobie szorstką brązową kurtkę z lnu i wełny oraz krótką halkę z tego samego materiału, która sięgała zaledwie kolan, odsłaniając delikatne stopy. Nie miała butów ani pończoch. Później mi wyjaśniła, że odzienie to nie należało do niej, lecz otrzymała je po obdarciu ze wszystkich uprzednich ubrań. (...) Dłuższa rozmowa była w oczywisty sposób niemożliwa”.
Spędziwszy blisko kwartał w niewoli, została oswobodzona w ostatnich dniach lipca na żądanie konsula generalnego Stanów Zjednoczonych Eugene’a Schuylera oraz znanego greckiego lekarza doktora Vladosa, którzy wstawili się za nią z pobudek humanitarnych. Według innego dziennikarza, który pisał o niej we wrześniu, do tego czasu (półtora miesiąca po uwolnieniu) w znacznej mierze odzyskała równowagę psychiczną.

## Pseudonim
Pochodzenie pseudonimu „Kniaginia” jest niezupełnie jasne. Według niektórych źródeł powstał podczas krótkiego okresu sukcesów powstańczych. Prawdopodobnie było to jednak przezwisko używane prześmiewczo przez tureckich oprawców. Rajna wszakże przyjęła je później za swoje i posługiwała się nim z dumą.
Choć w języku polskim istnieją bliskoznaczne słowa „kniahini” i „kniaziówna”, „Kniaginię” przyjęło się pozostawiać bez tłumaczenia, traktując ją jako przybrane nazwisko. Spotykane niekiedy objaśnienie „królowa Bułgarów”, ukute przez współczesnych Rajnie anglojęzycznych dziennikarzy („Queen of the Bulgars”), jest co najmniej niefortunne. Wyrazem o podobnych konotacjach kulturowych mogłaby być raczej „księżniczka”.

## Dalsze losy
Po uwolnieniu udała się do Rosji celem rekonwalescencji i dalszej edukacji. Ukończywszy trzyletnie studia w Moskwie, została pierwszą wykwalifikowaną bułgarską położną. W tym czasie spisała wspomnienia, a także kierowała akcją charytatywną mającą na celu sprowadzenie i wychowanie bułgarskich sierot powstańczych – program objął między innymi jej młodszego brata.
W roku 1879 powróciła do wolnej już Bułgarii na zaproszenie Klemensa (Drumewa), podejmując pracę pedagogiczną w Wielkim Tyrnowie. Trzy lata później poślubiła Wasyla Dipczewa, przyjaciela z dzieciństwa, weterana powstańczego i burmistrza Panagjuriszte. Doczekali się pięciu synów (którzy zostali wojskowymi), a także adoptowali córkę Ginę. Przeprowadzili się do Sofii; Dipczew podjął karierę polityczną, zajmując stanowisko ekstremalnie rusofilskie. Zginął w roku 1898, pobity na śmierć przez przeciwników politycznych.
W 1901 roku, z okazji obchodów dwudziestopięciolecia powstania, Rajna Kniaginia przygotowała trzy kopie swojego sztandaru (oryginał został spalony przez Turków po zajęciu miasta). Dwie z nich przetrwały, przechowywane są w Panagjuriszte i w Sofii (stan na rok 2019). Kopia z Panagjuriszte, prawdopodobnie bliższa oryginałowi, jest uważana za jedną z najcenniejszych bułgarskich pamiątek historycznych.
Rajna Kniaginia kontynuowała działalność w zawodzie: przyjmowała porody, a także szkoliła nowe położne. Wiele pracowała w najuboższych dzielnicach Sofii. Ufundowała największy szpital położniczy w kraju. W ostatnich latach życia cierpiała na gruźlicę kości. Zmarła w Sofii w wieku 61 lat.

## Upamiętnienie

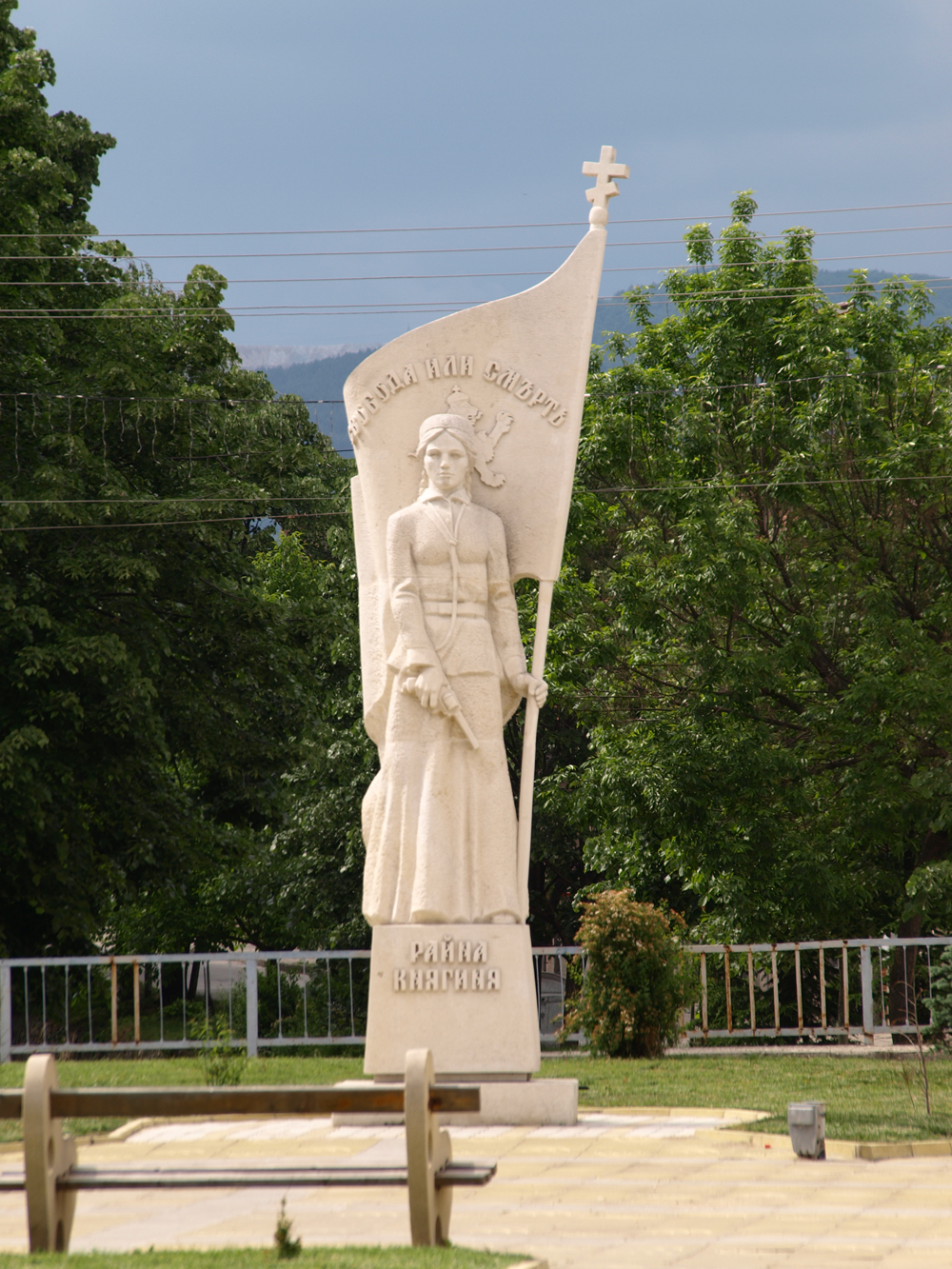
Pomnik Kniagini w Panagjuriszte

Rajna Kniaginia została pochowana obok ojca, na podwórzu domu rodzinnego. Według stanu na rok 2019 nadal żyją potomkowie dwóch lub trzech spośród jej pięciu synów. Pamiętający ją krewni wspominali, że zawsze przejawiała niezrozumiałą w świetle traumatycznych przeżyć wiarę w dobro człowieka.
Spadkobiercy Kniagini podarowali władzom miasta na cele muzealne ów dom w Panagjuriszte. W muzeum wystawiona jest między innymi kopia sztandaru oraz fotografia Rajny z oryginałem. Według planów jej dom w Sofii ma także zostać zamieniony w muzeum. W Panagjuriszte i w Botewgradzie znajdują się poświęcone jej pomniki, a w wielu bułgarskich miastach – ulice jej imienia. Bułgarscy poeci napisali dla niej lub o niej liczne wiersze. Panagjuriszte jest uważane za jedno z miejsc kluczowych dla rozwoju współczesnej bułgarskiej tożsamości narodowej.
Ku jej pamięci nazwano także Szczyt Rajny Kniagini, wzniesienie o wysokości 680 metrów nad poziomem morza na Wyspie Livingstona.